# Cesare Zerba
Cesare Zerba (ur. 15 kwietnia 1892 w Castelnuovo Scrivia, zm. 11 lipca 1973 w Rzymie) – włoski kardynał, urzędnik Kurii Rzymskiej.

## Życiorys
Ukończył seminaria w Stazzano i Tortona, a także Ateneum "S. Apolinare" w Rzymie. 4 lipca 1915 otrzymał święcenia kapłańskie. W czasie I wojny światowej służył jako kapelan. W latach 1919–1962 pracował duszpastersko w diecezji rzymskiej. Był w tym czasie pracownikiem Kongregacji ds. Dyscypliny Sakramentów (lata 1924–1939), a następnie Sygnatury Apostolskiej. Od roku 1939 podsekretarz Kongregacji ds. Dyscypliny Sakramentów, a od 18 grudnia 1958 sekretarz tejże dykasterii. Wcześniej otrzymał tytuły prywatnego szambelana papieskiego i prałata.
28 sierpnia 1962 otrzymał nominację na biskupa tytularnego Colosse. Konsekrowany w bazylice laterańskiej przez papieża Jana XXIII. Podczas tej samej ceremonii sakrę przyjęli również inni przyszli kardynałowie: Paul-Pierre Philippe O.P., Pietro Palazzini i Enrico Dante. Na konsystorzu z lutego 1965 otrzymał biret kardynalski i diakonię Nostra Signora del Sacro Cuore a Piazza Navona, podniesioną w niedługim czasie do rangi kościoła prezbiterialnego. Pochowany został w rodzinnej miejscowości.